# Vibrômetro laser Doppler

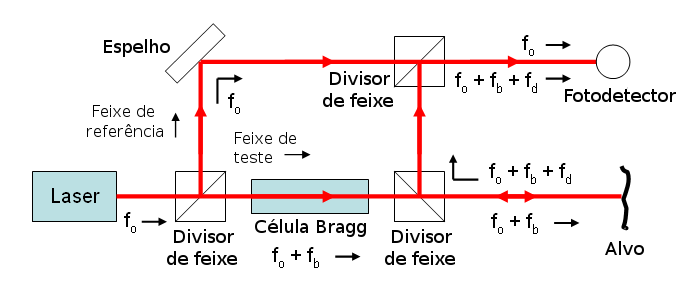
Componentes básicos de um vibrômetro laser Doppler

Um vibrômetro laser Doppler (LDV) é um instrumento científico que é usado para fazer medições de vibração sem contato de uma superfície. O feixe de laser do LDV é direcionado para a superfície de interesse, e a amplitude e frequência de vibração são extraídos do deslocamento Doppler da frequência do raio laser refletido devido ao movimento da superfície. A saída de um LDV é geralmente uma tensão analógica contínua que é diretamente proporcional à componente de velocidade do alvo ao longo da direção do feixe de laser.
Algumas vantagens de um LDV sobre outros dispositivos de medição como um acelerômetro são que os LDVs podem ser dirigidos a alvos de difícil acesso, ou que são muito pequenos ou muito quentes para anexar um transdutor físico. Além disso, o LDV faz a medição de vibração sem adicionar massa ao alvo, o que é especialmente importante para dispositivos MEMS.

## Princípios de operação
Um vibrômetro é, em geral, um interferômetro de dois feixes de laser que mede a diferença de frequência (ou fase) entre um feixe de referência interno e um feixe de teste. O tipo mais comum de laser em um LDV é o laser de hélio–neon, apesar de diodos de laser, lasers de fibra e lasers de Nd:YAG também serem usados. O feixe de teste é direcionado para o alvo e a luz espalhada pelo alvo é coletada e interferida com o feixe de referência em um fotodetector, normalmente um fotodiodo. A maioria dos vibrômetros comerciais trabalham em um regime heteródino pela adição de um deslocamento de frequência conhecido (normalmente de 30 a 40 MHz) para um dos feixes. Esta mudança de frequência é gerada por uma célula Bragg, ou modulador acusto-óptico.
Um esquema de um típico vibrômetro laser é mostrado acima. O feixe do laser, que tem uma frequência fó, é dividido em um feixe de referência e um feixe de teste com um divisor de feixe. O feixe de teste em seguida passa através da célula Bragg, que adiciona um chaveamento de frequência fb. Em seguida, este feixe chaveado em frequência é direcionado ao alvo. O movimento do alvo adiciona um deslocamento Doppler ao feixe dado por fd = 2*v(t)*cos(α)/λ, onde v(t) é a velocidade do alvo em função do tempo, α é o ângulo entre o feixe de laser e o vetor velocidade, e λ é o comprimento de onda da luz.
A luz se dispersa a partir do alvo em todas as direções, mas uma parte da luz é coletada pelo LDV e refletida pelo divisor de feixe para o fotodetector. Esta luz tem uma frequência igual a fo + fb + fd. Esta luz espalhada é combinada com o feixe de referência no fotodetector. A frequência inicial do laser é muito alta (> 1014 Hz), a qual é maior do que a resposta do detector. O detector responde, no entanto, para a frequência de batida entre os dois feixes, que é fb + fd (normalmente no intervalo de dezenas de MHz).
A saída do fotodetector é um sinal modulado em frequência (FM) padrão, com a frequência da célula Bragg como a frequência da portadora, e o efeito Doppler como a frequência de modulação. Este sinal pode ser desmodulado para derivar a velocidade vs. tempo do alvo em vibração.

## Aplicações
LDVs são usados em uma ampla variedade de aplicações científicas, industriais e médicas. Alguns exemplos são fornecidos abaixo:
- Aeroespacial – LDVs estão sendo usados como ferramentas de inspeção não destrutiva de componentes de aeronaves.[1]
- Acústica – LDVs são ferramentas padrão para projeto de alto-falantes, e também tem sido utilizado para diagnosticar o desempenho de instrumentos musicais.[2]
- Arquitetônico – LDVs estão sendo usados para testes de vibração de pontes e estruturas.[3]
- Automotivo – LDVs têm sido amplamente utilizados em muitas aplicações automotivas, como dinâmica estrutural, diagnósticos de freio e quantificação de Ruído, vibração e aspereza (NVH), medição de velocidade precisa.[4]
- Biológicas – LDVs têm sido utilizados para diversas aplicações, tais como o diagnóstico do tímpano[5] e comunicação de insetos.[6]
- Calibração – Como LDVs medem movimentos que podem ser calibrados diretamente no comprimento de onda da luz, eles são frequentemente usados para calibrar outros tipos de transdutores.[7]
- Diagnóstico de unidades de disco rígido – LDVs têm sido amplamente utilizados na análise de unidades de disco rígido, especificamente na área de posicionamento da cabeça.[8]
- Detecção de minas terrestres – LDVs têm mostrado grande promessa na detecção de minas terrestres enterradas. A técnica usa uma fonte de áudio como alto-falante para excitar o chão, fazendo o chão vibrar em uma quantidade muito pequena, enquanto o LDV é usado para medir a amplitude das vibrações do solo. Áreas acima de uma mina enterrada mostram uma maior velocidade do solo na frequência de ressonância do sistema mina-terra. Detecção de minas com LDVs de leitura em feixe único,[9] matriz de LDVs,[10] e LDVs de multi-feixe[11] foram demonstradas.
- Segurança – Vibrômetros laser Doppler (LDVs) como sensores de vibração sem contato apresenta uma capacidade de aquisição remota de voz. Com o auxílio de um sensor visual (câmeras), vários alvos no ambiente, onde ocorre o evento acústico, podem ser selecionados como superfícies refletoras para a coleta de sinais acústicos por um LDV. O desempenho do LDV, depende grandemente das características de vibração dos alvos selecionados (superfícies) na cena, em que um feixe de laser colide e do qual ele retorna.[12]

## Tipos de vibrômetros laser Doppler
- Vibrômetro de ponto único – Este é o tipo mais comum de LDV.[13] Ele pode medir uma direção fora do plano de movimento.[14]
- Vibrômetros de escanemanto – Um LDV de escaneamento adiciona um conjunto de espelhos de escaneamento X-Y, permitindo que o único feixe de laser se mova sobre a superfície de interesse.
- Vibrômetros 3-D – Um LDV padrão mede a velocidade do alvo ao longo da direção do feixe de laser. Para medir os três componentes de velocidade do alvo, um vibrômetro 3-D mede uma localização com três feixes independentes, os quais atingem o alvo a partir de três direções diferentes. Isto permite uma determinação completa da velocidade do alvo no plano e fora do plano.[15]
- Vibrômetros rotacionais – Um LDV rotacional é usado para medir velocidade angular ou rotacional.
- Vibrômetro diferencial – Um LDV diferencial mede a diferença de velocidades fora do plano entre dois locais no alvo.
- Vibrômetros multi-feixe – Um LDV multi-feixe mede a velocidade do alvo em vários locais simultaneamente.
- Interferometria self-mixing – Configuração simples de LDV com cabeça óptica ultra compacta. Estes são, em geral, baseados em um diodo de laser com um fotodetector embutido.[16][17]
- Vibrometria laser Doppler com escaneamento contínuo (CSLDV) – Um LDV modificado que varre o laser continuamente em toda a superfície da amostra de teste para capturar o movimento de uma superfície em muitos pontos simultaneamente.